# Поветкин, Пётр Георгиевич
Пётр Георгиевич Поветкин (1906—1970) — участник Великой Отечественной войны, командир 1-го гвардейского стрелкового полка 2-й гвардейской стрелковой дивизии 56-й армии Северо-Кавказского фронта, гвардии полковник. Герой Советского Союза (1943).

## Биография
Родился 2 мая 1906 года в городе Царицын (ныне Волгоград), в семье рабочего. Русский.
Окончил семь классов неполной средней школы. Работал на Таганрогском металлургическом заводе, затем на стекольном и кирпичном заводах города Армавира.
В 1928 году был призван в ряды Красной Армии. В 1930 году демобилизовался. Член ВКП(б)/КПСС с 1929 года.
Вторично призван в армию в 1939 году. Окончил курсы усовершенствования командного состава. В боях Великой Отечественной войны — с июня 1941 года. Воевал на Северо-Кавказском фронте. 3 августа 1941 года в боях на Соловьёвской переправе на Днепре был ранен, но продолжал командовать боем.
В январе 1943 года войска Закавказского фронта, выполняя приказ Верховного командования, перешли в наступление. Сломив упорное сопротивлении противника в районе Моздока и юго-восточнее Нальчика, советские войска 3 января освободили Моздок, а 4 января — Нальчик. В это время П. Г. Поветкин командовал 875-м стрелковым полком в составе гвардейской стрелковой дивизии, действуя на левом фланге 37-й армии (позднее — Таманская Краснознамённая армия). 21 января 1943 года части дивизии завязали бой за Армавир. Полк Поветкина одним из первых вошёл в Армавир в районе Беконной фабрики и 23 января принял участие в освобождении города от немцев. Затем продолжал наступление общим направлением на Усть-Лабинск. Всего в январском наступлении 875-й полк П. Г. Поветкина уничтожил свыше 2500 солдат и офицеров противника, освободил около 60 станиц Северного Кавказа и Кубани.
В ходе Керченско-Эльтигенской десантной операции, в ночь на 3 ноября 1943 года командиру 1-го гвардейского стрелкового полка гвардии полковнику П. Г. Поветкину было приказано возглавить десант, захватить плацдарм на берегу Крыма, выбить гитлеровцев с прибрежных высот и обеспечить высадку на Крымской земле наших войск. Гвардейцы Поветкина ночью на катерах подошли к крымскому берегу. Враг открыл ураганный огонь с берега. Один из снарядов попал в штабной бронекатер, где находился полковник П. Г. Поветкин. Под ураганным огнём противника полк ворвался на берег, захватил плацдарм и господствующие на побережье высоты, овладел сёлами Маяк и Баксы (ныне в черте города Керчь).
После тяжёлого ранения П. Г. Поветкин был эвакуирован из Крыма в госпиталь. После долгого лечения продолжил службу в армии.
В 1952 году окончил Военную академию тыла и снабжения. С 1954 года гвардии полковник П. Г. Поветкин — в запасе.
Жил и работал в городе Краснодаре. Умер 5 августа 1970 года.

## Награды
- Указом Президиума Верховного Совета СССР от 17 ноября 1943 года за умелое оперативное руководство полком в условиях морского десанта и успешные боевые действия по захвату плацдарма в Крыму гвардии полковнику Поветкину Петру Георгиевичу присвоено звание Героя Советского Союза с вручением ордена Ленина и медали «Золотая Звезда» (№ 2164).
- Награждён тремя орденами Красного Знамени, двумя орденами Красной Звезды, медалями.
- Решением Исполкома народных депутатов от 11 января 1968 года Поветкину П. Г. было присвоено звание «Почётный гражданин города Ессентуки»[3].

## Интересный факт
- При штурме высоты 167,4 в районе Саук-Дере шесть советских воинов были удостоены звания Героя Советского Союза[4].

## Память
- В 1975 году одна из улиц Армавира была названа именем Героя.
- В 2016 году в Таганроге на территории Таганрогского металлургического завода именем П. Г. Поветкина была названа одна из улиц.